# AS-202
L'AS-202 è stata una missione senza equipaggio della NASA del programma Apollo lanciata il 25 agosto 1966 con un razzo Saturn IB.
Lo scopo principale della missione era testare il rientro in atmosfera del modulo di comando e servizio per l'equipaggio. Per il rientro è stata effettuata una manovra di tipo boost-glide per dissipare l'intenso calore in due fasi.
Questa missione è partita dopo la AS-203 in quanto il modulo di comando non era ancora pronto per luglio 1966 e il tutto è stato posticipato.